# Place Charles-Lechat
La place Charles-Lechat est une place nantaise. 

## Situation et accès
Cette place, située à proximité de l'extrémité sud du boulevard Saint-Aignan qui la traverse, commande également l'accès aux rues Ferdinand-Buisson et Diderot se trouve dans le quartier Bellevue - Chantenay - Sainte-Anne.
Elle est dotée d'un rond-point arboré en son centre, tandis qu'une quinzaine de platanes communs ornent son pourtour.

## Origine du nom
Elle rend hommage à Julien-Charles Lechat, maire de Nantes de 1874 à 1881,.

## Historique
En 1881, le boulevard Saint-Aignan se termine par une petite placette appelée « place Saint-Aignan » située à quelques dizaines de mètres derrière l’église Sainte-Anne que l'on rejoint par l'intermédiaire de la rue Diderot.
La place prend pour la première fois une forme circulaire à la fin du XIXe siècle et elle prend sa dénomination actuelle par délibération du conseil municipal du 30 mars 1896.
L'arrivée du tramway à air comprimé à Nantes en fait d'abord un terminus (la ligne faisant le tour de la place). L'électrification du réseau en 1913 ajoute une deuxième ligne qui la traverse de part en part pour rejoindre la place Jean-Macé. La suppression du tramway en 1959 permit à la place Charles-Lechat de reprendre sa rotondité initiale. En 1966, l'éclairage public électrique remplace les becs à gaz, datant des années 1869-1870.